# Lamprite
Lampritele sunt compușii metalelor cu sulf, selen, telur, arsen, stibiu și bismut.